# She Drives Me Crazy
She Drives Me Crazy è un singolo del gruppo musicale britannico Fine Young Cannibals, pubblicato nel 1988 e tratto dall'album The Raw & the Cooked.

## Classifiche

### Classifiche settimanali
| Classifica (1989)              | Posizione massima |
| ------------------------------ | ----------------- |
| Australia                      | 1                 |
| Austria                        | 1                 |
| Belgio (Fiandre)               | 2                 |
| Canada                         | 1                 |
| Europa                         | 4                 |
| Finlandia                      | 5                 |
| Francia                        | 11                |
| Germania                       | 2                 |
| Irlanda                        | 2                 |
| Italia                         | 10                |
| Norvegia                       | 6                 |
| Nuova Zelanda                  | 1                 |
| Paesi Bassi                    | 5                 |
| Regno Unito                    | 5                 |
| Spagna                         | 1                 |
| Stati Uniti                    | 1                 |
| Stati Uniti (alternative)      | 5                 |
| Stati Uniti (dance club)       | 1                 |
| Stati Uniti (dance/electronic) | 3                 |
| Svezia                         | 4                 |
| Svizzera                       | 3                 |

### Classifiche di fine anno
| Classifica (1989) | Posizione |
| ----------------- | --------- |
| Australia         | 6         |
| Austria           | 1         |
| Belgio (Fiandre)  | 27        |
| Germania          | 8         |
| Nuova Zelanda     | 5         |
| Paesi Bassi       | 40        |
| Spagna            | 6         |
| Stati Uniti       | 18        |
| Svizzera          | 7         |

## Cover e uso nella cultura di massa
Nel 1999 è stata fatta una cover di questa canzone dal cantante gallese Tom Jones, con il quale ha collaborato anche l'italiano Zucchero Fornaciari.
La canzone è anche utilizzata nel film del 2005 Hitch - Lui sì che capisce le donne, diretto da Andy Tennant, precisamente nel momento in cui il protagonista Alex Hitchens (interpretato da Will Smith) racconta la sua esperienza passata al college con la sua ex ragazza Cresida Taylor.
La canzone è inoltre utilizzata nel sesto episodio della serie The Sandman, precisamente nel penultimo atto dello stesso, ambientato nella Londra del 1989, anno di uscita del brano.
Nel 2008, Dolly Parton ne ha inciso una cover inserendola nel proprio album Backwoods Barbie con il titolo leggermente modificato in Drives Me Crazy.